# Allemands de Géorgie
Les Allemands de Géorgie sont des colons allemands installés à partir du début du XIXe siècle en Géorgie, alors partie de l'Empire russe. Ils font partie des minorités ethniques de Géorgie.

## Histoire

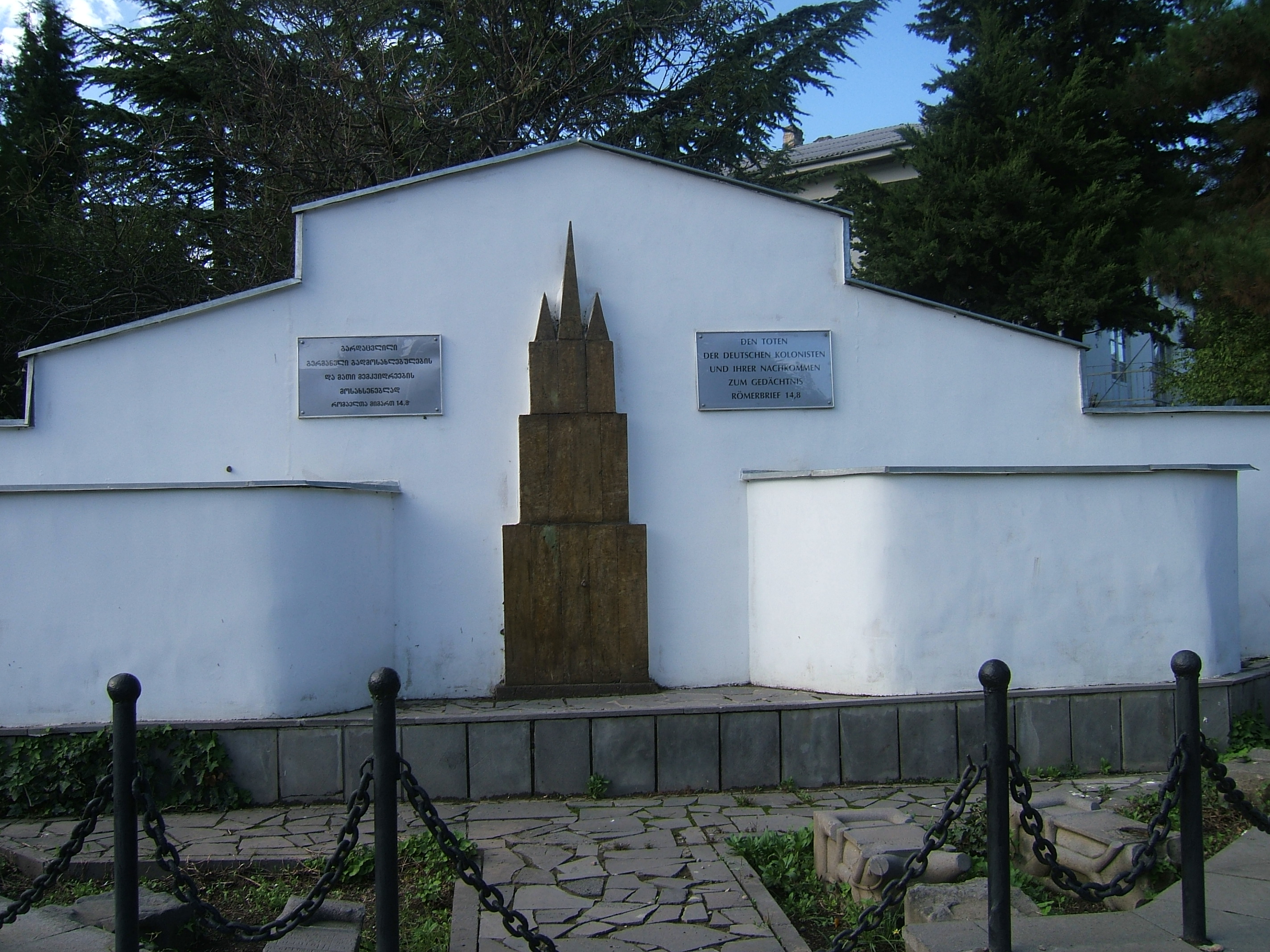
Mémorial en l'honneur des Allemands de Bolnissi, victimes des déportations vers l'Asie centrale en 1941 ; plaque bilingue allemand et géorgien.

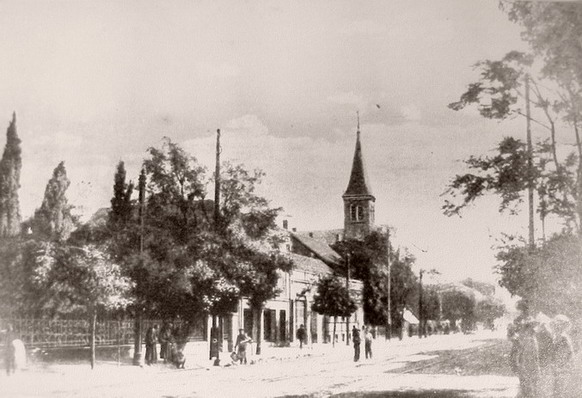
L'avenue Mikheil (aujourd'hui avenue David Aghmachénélébi), en 1900, dans la colonie allemande Neu Tfilis, quartier de Tbilissi.

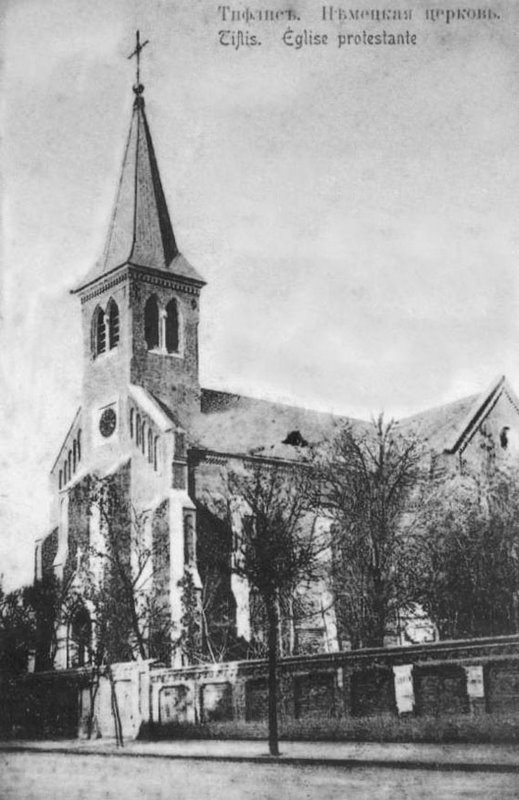
L'église luthérienne allemande Pierre et Paul, avenue Mikheil (aujourd'hui avenue David Aghmanchénélébi), au tourant du XIXe et XXe, détruite en 1940.

### Présence allemande
Des Allemands, originaires de Souabe, de confession mennonite et fuyant les persécutions religieuses, quittèrent leurs pays entre 1816 et 1818 pour y défricher la steppe en Géorgie. Lors de son premier voyage dans la partie méridionale de l'Empire russe en 1817 et 1818, Jacques-François Gamba déclare à propos des Allemands de Géorgie : 

« Ils ont été attirés, les uns par leur inconstance, les autres par leur superstition, qui les a déterminés, dans la crainte d'un nouveau déluge, à se rapprocher du Mont Ararat, sur lequel ils espèrent alors pouvoir se réfugier. »

De la même façon que les Allemands de la Volga qui les précédèrent au XVIIIe siècle, ils s'installèrent dans la région à l'invitation du tsar Alexandre Ier, qui souhaitait ainsi favoriser la mise en valeur de nouvelles contrées récemment conquises ou en cours de conquête par la Russie et s'y attacher une population fidèle ; les 31 familles pionnières s'installent à Marienfeld (de). D'autres colons sont de confession luthérienne. Ils y font culture et commerce de vin. Puis vinrent 10 familles allemandes issues de l'Empire russe en 1842 (dont une retourna en Russie) à Freudenthal. En 1857, 38 familles s'installent à Elisabethtal ; l'implantation des derniers groupes individuels de colons ont pris fin durant les années 1880. En 1884, deux colonies sont fondées en Abkhazie, à Gnaderberg et à Neudorf, pour des Allemands exilés de Russie.
Jusqu'en 1848, cette communauté était dénommée Colonies allemandes de Géorgie ; elles devinrent ensuite Colonies allemandes du Caucase.
Durant la Première Guerre mondiale, une loi de 1914 déclara les Allemands comme membres d'une nation ennemie, et la langue allemande fut officiellement interdite dans les villages allemands (lois du 2 novembre et 13 décembre 1915 concernant son enseignement, son expression publique, et son emploi dans les journaux), puis elle fut rétablie au début de la période soviétique, dont le pouvoir organisa les communautés en raions autonomes ou en soviets de village (là où leur nombre n'était pas suffisant),.
Le 28 août 1941, lors de la Grande guerre patriotique, le dirigeant soviétique Joseph Staline fit adopter un décret organisant la déportation des Allemands de la Volga ; il concernait en pratique tous les Allemands soviétiques, excluant les femmes allemandes mariées à un homme d'une autre communauté, et incluant toute personne portant un nom à consonance allemande. Ainsi, selon l'ordre no 744 du Comité d'État à la Défense du 8 octobre 1941, 23.580 Allemands de Géorgie furent déportés entre le 15 et le 30 octobre vers le Kazakhstan,. Les Allemands déportés et restés en Asie centrale sont devenus des Allemands du Kazakhstan et Kirghizistan.

### Insertion en Géorgie

#### Insertion économique
Les colons allemands reçurent gratuitement des parcelles de terre, avec de l'eau potable, la population locale ayant l'obligation de les aider dans leur installation (labour, matériaux). Ainsi, en 1822, les Allemands de Marienfeld reçurent 35 dessiatines (soit 38,24 hectares), ceux d'Alexandersdorf (de) obtinrent 36,52 dessiatines (39,9) , et 27,9 dessiatines (30,48) furent donnés aux Allemands. En 1880, le domaine possédé par les Allemands de Katharienfeld (dotation gratuite initiale et achats de terre) atteint 2.794 dessiatines (soit 30,52 kilomètres carrés).
Les viticulteurs allemands d'Elisabethtal (Assouréti, en géorgien) cultivent un cépage géorgien dans la forêt environnante connu sous le nom de « Assourétouli » ; cette production comportait en 1900 plus de 100 dessiatines. Les domaines viticoles allemands sont collectivisés, comme les autres domaines agricoles.
L'insertion s'est faite sur plusieurs générations et divers secteurs, au-delà de l'agriculture et de la viticulture. Ainsi, la famille Mayer, arrivée en 1817, est active dans l’hôtellerie à Tiflis. La famille Gutbrodt fonda à Marienfeld une brasserie. Installée en 1818, la famille Habicht crée à Tiflis un atelier de bourrelerie. Arrivée en 1860, la famille Gilbert exploite à Madénéouli une mine d'argent, une fonderie, une petite centrale électrique, des chambres d'hôtes, une fabrique de clous, et produisait divers ustensiles de la vie courante. La famille Mühlmann était active dans l'optique (lunettes, jumelles, instruments de précision). D'autres se sont illustrés dans la politique, les arts, les lettres, l'enseignement, ou comme relais d'entreprises allemandes comme Siemens, qui y possède un bureau à Tiflis (et qui a mis en place la première ligne télégraphique du pays entre cette ville et Kodjori (en) dans les années 1860).

#### Insertion sociale
Sur le plan social, les Allemands communiquaient avec les membres des autres nationalités en russe, qui était la langue véhiculaire, et non en géorgien,. En effet, Tiflis évolue dans un environnement multilingue, avec un afflux de population venant des campagnes géorgiennes et d'autres parties de l'Empire russe : en 1803, 74 % des 20 000 habitants de Tiflis étaient d'origine arménienne, contre 21,5 % d'origine géorgienne ; en 1897, 38 % des 159 000 habitants de la capitale régionale sont d'origine arménienne, 26,3 % d'origine géorgienne, et 24,7 % d'origine russe,. Le russe remplit la même fonction dans la région de Katharienenfeld.
En 1910, des Allemands de Géorgie font état auprès de Johannes Schleuning (Allemand de la Volga, figure intellectuelle des Allemands de Russie, et pasteur luthérien nommé cette année-là à Tiflis) des tendances à l'assimilation russe de la jeunesse allemande locale ; il fonda et dirigea la Deutscher Verein (en allemand : Association allemande) pour contrer la russification.

## Géographie

### Localisation des colonies

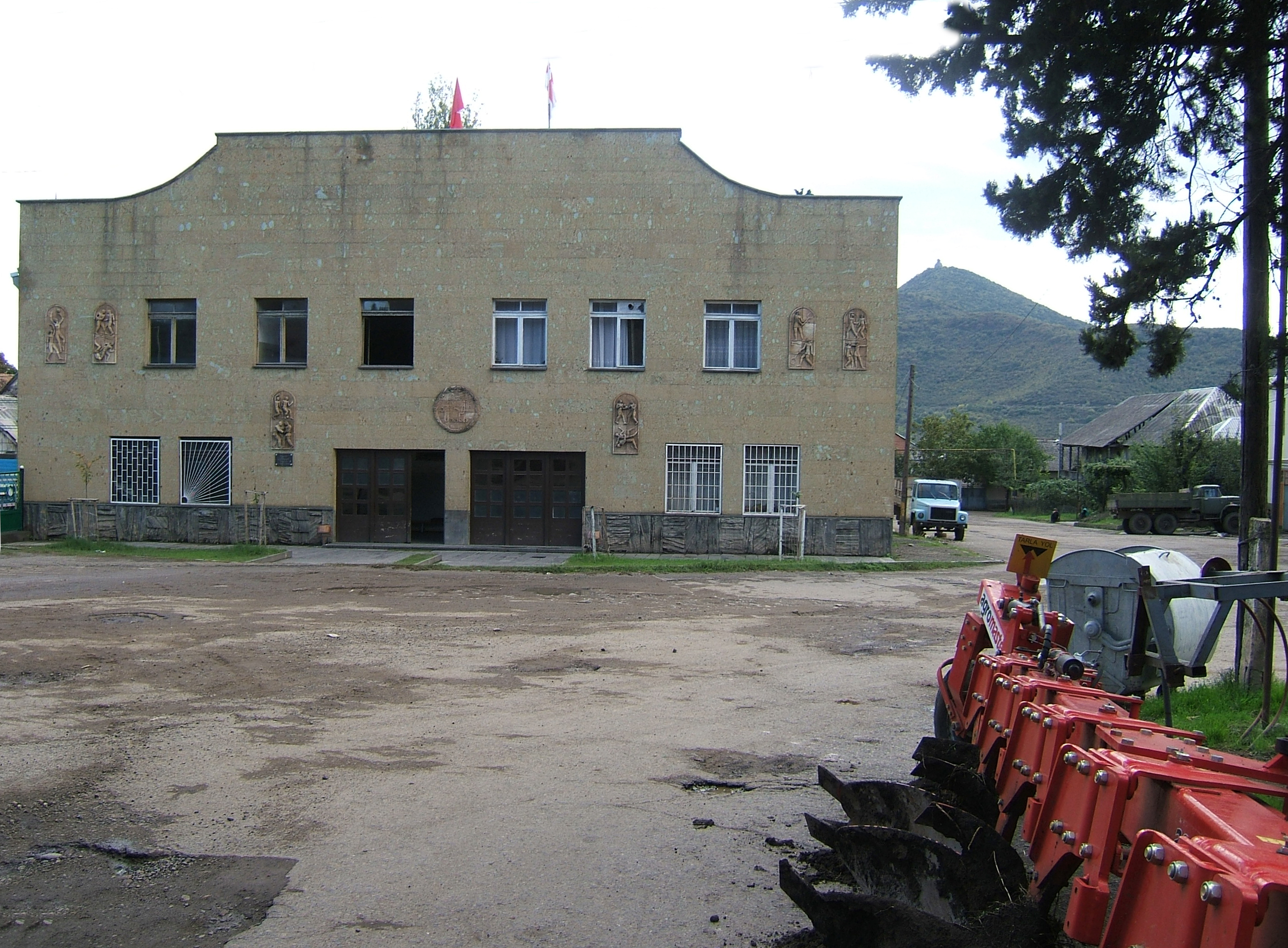
L'ancienne église luthérienne allemande de Katharinenfeld, qui est actuellement une salle de sport de Bolnissi.

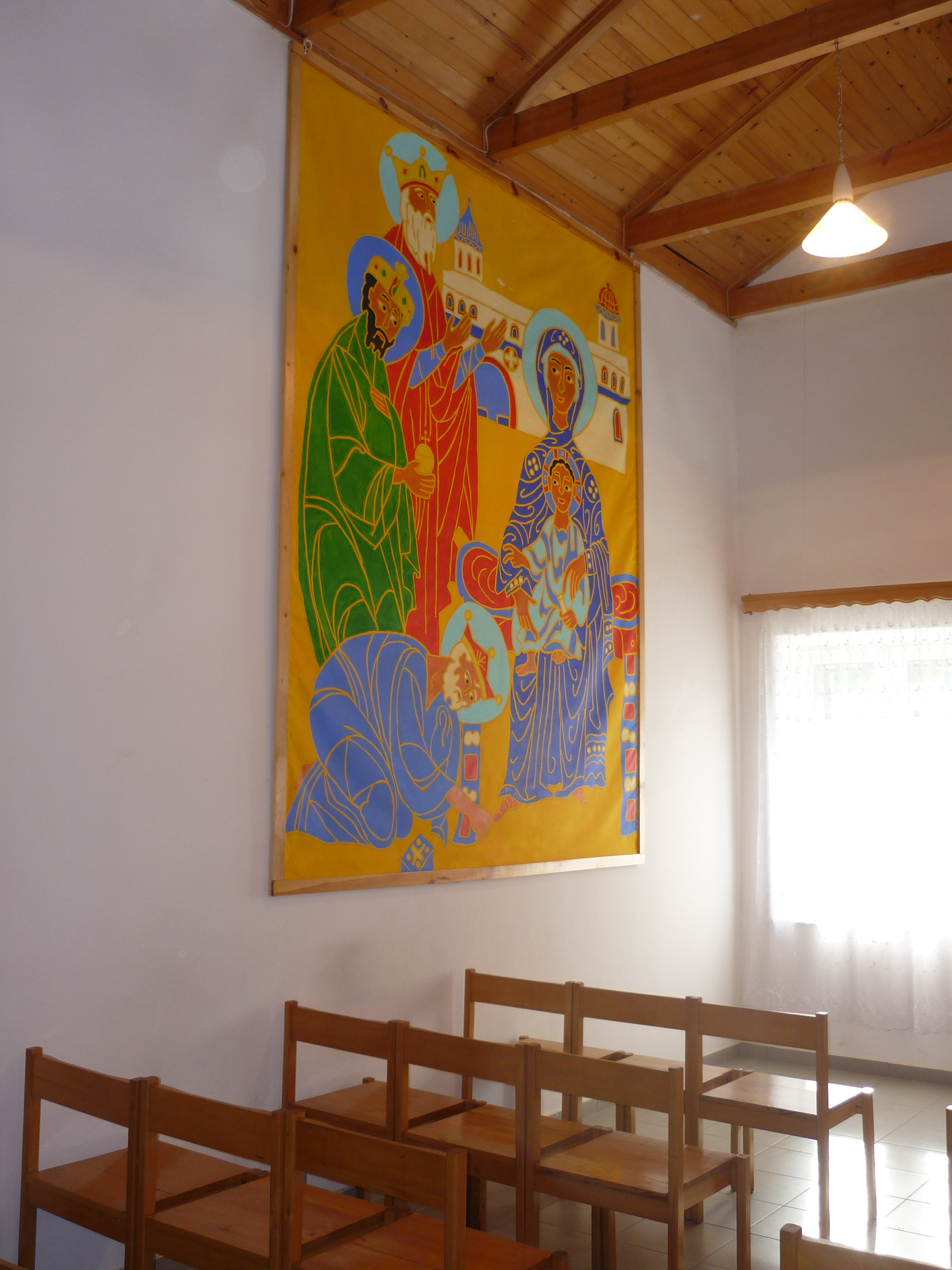
Église luthérienne de Bolnissi ; vue de l'intérieur.

Colonies fondées par les Allemands,,,, :
| Colonie        | Fondation | Résidents lors de la fondation |
| -------------- | --------- | ------------------------------ |
| Marienfeld     | 1817      | 31 familles (181 personnes)    |
| Neutiflis      | 1817      | 51 familles                    |
| Elisabethtal   | 1818      | 65 familles                    |
| Katharinenfeld | 1818      | 116 familles                   |
| Freudenthal    | 1842      | 10 familles                    |
| Gnadenberg     | 1884      | 26 personnes                   |
| Neudorf        | 1884      | 53 personnes                   |
| Alexandersdorf | ?         | 23 familles                    |
| Petersdorf     | ?         | 17 familles                    |

Gnadenberg et Neudorf mises à part, toutes les colonies se situent dans les environs de Tiflis. La plus éloignée de la capitale du gouvernement de Géorgie-Iméréthie (puis du Gouvernement de Tiflis) est Katharinenfeld, située à 60 verstes (soit 64 kilomètres) ; cette ville était en outre le centre administratif des colonies allemandes.

### Démographie
Selon les recensements, la population allemande est de :
| Année de recensement | Population   |
| -------------------- | ------------ |
| 1865                 | 4 200 (env.) |
| 1886                 | 5 500 (env.) |
| 1897                 | 7 400 (env.) |
| 1922                 | 2 457        |
| 1926                 | 3 156        |

Le recensement soviétique de 1989 établit le nombre d'Allemands de Géorgie à 1 546 individus, soit 0,028 % de la population de la République socialiste soviétique de Géorgie et 0,075 % des 2,04 millions d'Allemands d'URSS.
Le ministère allemand des affaires étrangères estime la population allemande de Géorgie en janvier 2016 à environ 1 500 personnes, pour la plupart âgée, sans préciser sur quoi se fonde cette estimation, dont le nombre est proche du recensement soviétique de 1989. Le sociolinguiste canadien Jacques Leclerc, reprenant en janvier 2016 les estimations démographiques de la Géorgie pour l'année 2015 (et précédant la publication du recensement géorgien de 2014), cite 1 200 individus sur 4,4 millions de Géorgiens.

## Personnalités de la communauté allemande de Géorgie

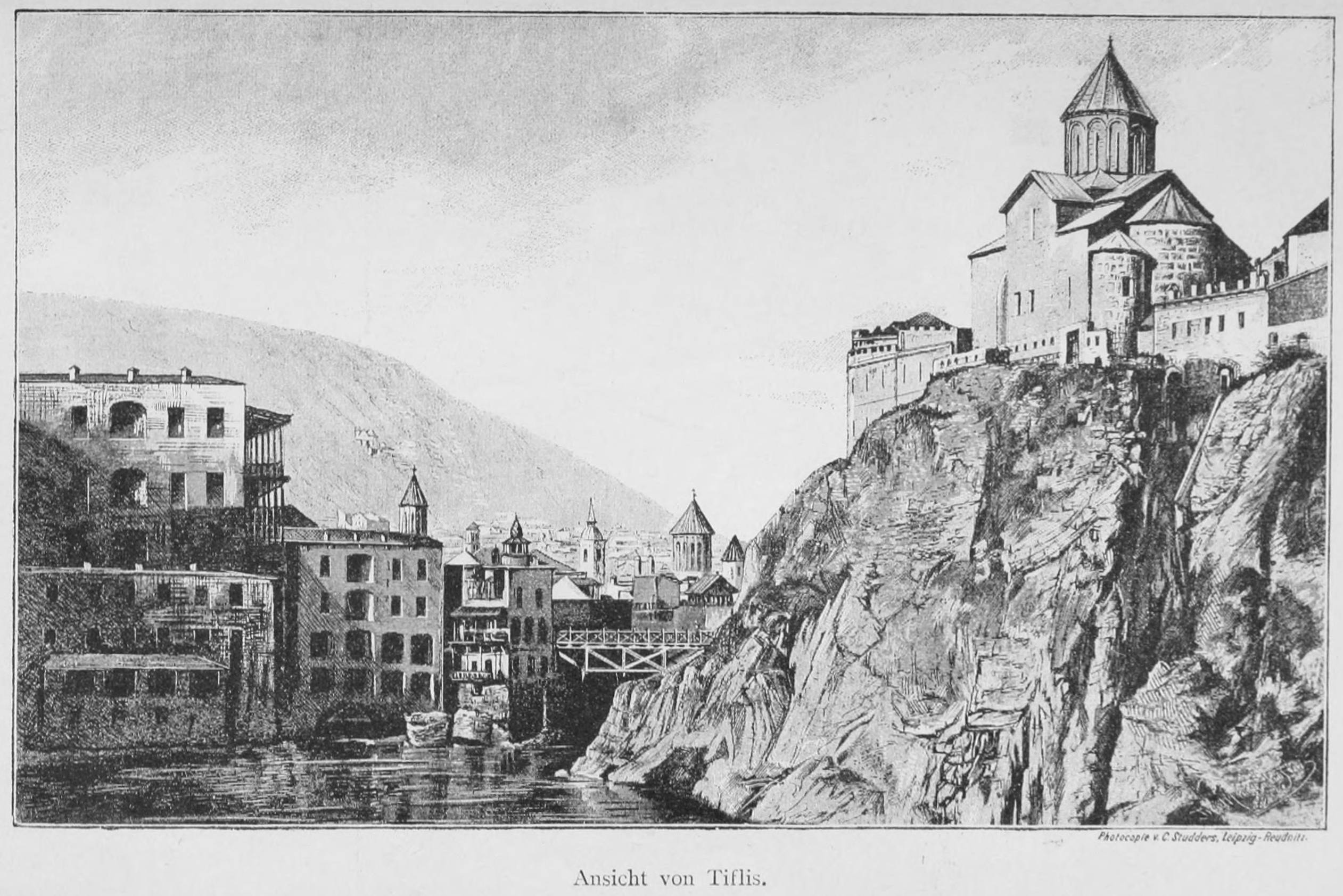
Vue de Tiflis en 1885, extrait de Géorgie : Nature, manières et habitants d'Arthur Leist.

- Arthur Leis (de), écrivain, journaliste et traducteur.

## Sources
- (en) Georgian Genealogy - Germans (article synthétisant l'histoire des Allemands en Géorgie à partir d'ouvrages historiques) ; consulté le 15 janvier 2016.
- (de) Goethe Institut - Geschichte der deutschen Siedler im Kaukasus ; page principale et sous-pages thématiques consultées le 16 janvier 2016.